# Риксрод
Риксрод (норв. riksrådet, швед. riksrådet, дат. rigsrådet) — государственный совет при скандинавских королях периода Средневековья и Нового времени.
Началу складывания данного института положил древний обычай королей по всем важным вопросам запрашивать мнение своих ближайших людей. Те, с кем король совещался постоянно, постепенно стали рассматриваться как особая корпорация.

## Швеция
Слово «consiliarius» (с лат. — «советник») впервые встречается в Швеции в 20-е годы XIII века, однако как постоянный институт риксрод сложился лишь к концу данного столетия. Первоначально этот орган назывался «королевским советом», однако во время регентского правления при малолетнем Магнусе Эрикссоне он стал также именоваться и «государственным советом». В годы правления Магнуса Эрикссона оба названия существовали одновременно. В ландслаге, составленном в это время, устанавливалась внутренняя организация совета:

После того, как король избран, он должен назначить свой совет: прежде всего, архиепископа и епископов из числа жителей его государства, столько, сколько ему будет угодно, а также других клириков, которые ему покажутся полезными.
§ 1. В королевском совете должно быть двенадцать рыцарей и свенов, и не более. [Все] вышеупомянутые должны дать королю [такую] клятву:
§ 2. Во-первых, должны они поклясться богом и святынями, которые они должны держать [в руках], что они будут советовать королю [только] то — и в этом они призывают в свидетели бога,— что будет полезно и выгодно ему и его стране и не пренебрегут этим ни под угрозой насилия, ни в интересах своих родственников, свояков или друзей.
§ 3. Во-вторых, что они будут всеми своими силами поддерживать его королевские права, дабы он смог сдержать клятвы, которые он дал королевству и народу своему, и они сами должны обещать сдержать то же самое.
§ 4. В-третьих, что они будут держать в тайне [все], что король пожелает сохранить в тайне, и никогда не откроют того, что может причинить ущерб ему или его государству.— .
Король был вынужден назначать к себе в совет наиболее влиятельных духовных и светских феодалов, а поскольку, как правило, их влияние переходило по наследству и к их потомкам, то вскоре должность члена совета также стала наследственной. Установленное законом число его членов часто превышалось, кроме того, не всегда соблюдался запрет на назначение в него иностранцев.
Среди членов риксрода духовные лица в силу своей значительности и образованности занимали первейшие места. При подписании документов епископы ставили свои имена перед именами светских лиц. В совете часто заседали лагманы, но их присутствие там никогда не было неоспоримым правом.
В связи с тем, что король Эрик Померанский (1396—1439) назначал в совет датчан, в Уложении короля Кристофера (1442) было закреплено, что король должен управлять государством, пользуясь советниками, рождёнными в Швеции (infödde), а не просто проживающими в его королевстве (inländske), как это было сформулировано в ландслаге Магнуса Эрикссона.
Риксрод не являлся постоянным органом, а собирался по особому приглашению. Постепенно круг его обязанностей расширялся. Его совет и одобрение (что зачастую было одним и тем же) обычно требовались при назначении членов риксрода и высших должностных лиц, таких как дротс и марск, при введении новых налогов, а также при решении вопросов внешней политики (война, мир, заключение договоров), раздаче ленов и т. д.
Апогеем влияния риксрода стало принятие так называемых Кальмарских рецессов 1483 года, согласно которым, если кто-то желал подать жалобу на короля, то обязан был это делать в совете, а если же какой-либо член риксрода шёл против своих собратьев, то он должен был быть с позором удалён из совета.
После жёстких мер, принятых Кристианом II (1520-23) по отношению к шведской аристократии, значение риксрода упало. С переходом же шведской короны к роду Васа (1523) совет стал назначаться по воле короля. Он был превращён в правительственный совет — высший коллегиальный орган государственного управления и суда. В его состав вошли видные чиновники-немцы, а также представители шведского дворянства. Одновременно вследствие проводимой реформации церкви совет лишился наиболее образованного и сведущего элемента. В отличие от прежнего риксрода члены нового органа должны были постоянно находиться при короле и регулярно исполнять свои обязанности.
При Юхане III и Сигизмунде III влияние аристократии усилилось до такой степени, что она вновь сделалась опасной для королевской власти. Знать постоянно пыталась расширить своё влияние, однако герцог Карл жестоко подавил её сопротивление. В 1602 году он восстановил совет, упразднённый в ходе внутренних неурядиц конца XVI в., но отныне он имел лишь совещательные функции.
При Густаве II Адольфе совет был реорганизован в постоянный совещательный орган с резиденцией в столице, который должен был замещать короля в случае его отсутствия. В это же время на заседаниях риксрода стали вестись протоколы. В форме правления 1634 года было закреплено преобразование риксрода из органа, созываемого в определённый день, в постоянно заседающий в столице совет. Его изменившийся характер повлиял и на взаимоотношения оного с риксдагом. Будучи теперь центральным органом администрации, риксрод более не мог быть ядром риксдага, в связи с чем в уставе Рыцарского собрания, принятого в 1626 году, было постановлено, что члены риксрода могли заседать в собрании, только когда им было необходимо от имени короля вести переговоры с дворянством, однако они не имели там права голоса. Тем не менее, вплоть до 1789 года сохранялся обычай, согласно которому заключительное решение риксдага подписывалось как риксродом, так и сословиями.
По форме правления 1634 года количество членов риксрода составляло 25 человек, включая 5 лиц, занимавших высшие посты государства. Согласно же положению 1660 года об изменении формы правления их количество не должно было превышать 40 человек. Тем же документом было закреплено правило, согласно которому одновременно в риксроде не могло заседать более трёх членов одного рода.
С усилением в данный период власти аристократии выросло и значение риксрода, чему не в малой степени способствовали два регентских правления при малолетней Кристине и Карле XI. Согласно изменению к форме правления 1634 года, новые члены совета должны были избираться с его согласия и одобрения; если же правительство проводило какой-либо вопрос мимо совета, то любой из членов риксрода мог потребовать его созыва.
Тот образ действий, который был свойственен риксроду в период малолетства Карла XI, привёл к его упадку. На риксдаге 1680 года король добился права испрашивать риксрод о его мнении, только если сочтёт это необходимым. Таким образом, отныне король мог самостоятельно принимать решения. Карл XI воспользовался этим, чтобы превратить королевскую власть в самодержавную и полностью отстранить риксрод от управления, оставив ему лишь функции верховного суда.
Согласно форме правления 1660 года, регентское правительство при несовершеннолетнем Карле XI было подотчётно риксдагу, вследствие чего в 1680 году члены риксрода предстали перед особой комиссией риксдага, которая постановила, что они должны выплатить короне в качестве компенсации значительные денежные суммы.
После того как роды, из которых назначались члены совета, сильно пострадали от редукции, исчезла основа могущества риксрода — крупное землевладение. В это время значение риксрода упало до такой степени, что его члены вместо государственных советников стали называться королевскими.
Во время Северной войны, пока Карл XII отсутствовал в Швеции, все важные вопросы он решал самостоятельно, однако постепенно в связи с необходимостью иметь в Швеции центральную власть управление перешло в руки совета. Вернувшись из Турции, Карл передал значительную часть государственного управления двум новым учреждениям — Закупочной депутации (Upphandlingsdeputationen) и Податному казначейству (Kontributionsränteriet), за советом же сохранились лишь судебные функции.
Период «эры свобод» стал новой вехой в истории риксрода. Сразу же после гибели Карла XII аристократия вновь попытались восстановить былое могущество совета, однако все эти попытки наталкивались на невозможность отменить результаты редукции. Вместо этого значительно возросло значение риксдага. Формой правления 1719 года было установлено, что количество государственных советников (старый титул был восстановлен) не должно превышать 24 человек, включая президентов коллегий. Однако форма правления 1720 года несколько изменила количественный состав риксрода, снизив количество его членов до 16, в число которых президенты коллегий не входили (за исключением президента Канцелярии). Впрочем, уже на риксдаге 1726—1727 годов число мест в риксроде было увеличено до 23.
В период «эры свобод» назначение в риксрод происходило следующим образом. Комитет, состоящий из представителей трёх высших сословий, выдвигал на каждое вакантное место три кандидатуры, после чего король выбирал одну из них. С 1766 года в практику было введено правило, согласно которому лицо, кандидатура которого трижды фигурировала в предлагаемом королю списке, в четвёртый раз в данном списке указывалась одна.
Совет делился на две части. Первоначально в первой обсуждались дела, связанные с вопросами юстиции и внешней политики, а во второй — вопросы внутренней политики и обороны, однако после 1727 года вопросы внешней политики были переданы в ведение второй части, а внутренней в ведение первой. По наиболее важным делам части риксрода проводили совместные заседания.
В этот период власть риксрода по сравнению с властью короля значительно возросла. Монарх теперь должен был править «по совету совета». При решении общих вопросов управления король голосовал вместе с риксродом, при этом у него было два голоса и право решающего голоса при paria vota.
Согласно форме правления 1720 года, назначения на высшие государственные посты должны были происходить в совете, однако, если выбор короля угрожал «шведским законам, форме правления или благополучию и достоинству добропорядочных подданных», то прибегали к голосованию. В королевском обязательстве Адольфа Фредрика (1751—1771) устанавливалось, что риксрод должен выдвигать на такие должности три кандидатуры, но после неудавшейся попытки монархического переворота в 1756 году было решено, что обер-статгалтер (губернатор Стокгольма), полковники гвардии и артиллерии, а также капитан-лейтенант драбантов должны назначаться путём голосования в совете.
Решение более мелких вопросов и назначения на менее важные посты, согласно форме правления 1720 года, входили в компетенцию короля, который имел право решать их после обсуждения с соответствующими государственными органами и в присутствии двух членов риксрода. Если король игнорировал мнение вышеуказанных органов, то дело передавалось на рассмотрение в совет.
Риксрод получил право брать управление государством на себя в случае отъезда или болезни короля, а также в случае, если королевский трон был не занят. В подобных обстоятельствах, а равным образом «при каком-нибудь другом неожиданном событии, когда того будет требовать благо государства и свобода сословий» риксрод должен был созвать риксдаг.
Сколько бы ни велика была роль риксрода, однако он находился в подчинённом риксдагу положении, так как члены совета фактически назначались сословиями, он имел право проверять, как осуществляется управление государством, а также призывать членов риксрода к ответу в Секретном комитете, какой-либо иной депутации или же специально назначенной комиссии. Члены риксрода могли предстать перед судом не только за явные преступления, но и за принятые ими меры, которые могли счесть за вредные государству. В последнем случае существовала практика снятия их с должности с сохранением за ними пенсии и титула члена риксрода, что мешало им как дворянам занять место в Рыцарском собрании.
После переворота 1772 года риксрод утратил часть своей власти в пользу короля. Король отныне мог сам назначать членов совета, число которых было уменьшено до 17. Они теперь были подотчёты лишь монарху. 7 членов риксрода должны были быть сведущими в законах, поскольку они образовывали так называемую Юстиц-ревизию (justitierevisionen), которой принадлежала верховная судебная власть.
Обязанностью риксрода было давать советы, а не управлять. Король сам принимал решения по всем вопросам, за исключением дел, касавшихся осуществления верховной судебной власти, объявления войны и заключения мира. Назначение на высшие государственные должности и отставка с них должны были происходить в совете, кроме того, все законопроекты подлежали обсуждению в риксроде, однако его мнение не было решающим. Прочие вопросы управления и назначение на более низкие посты король по своему усмотрению решал в своём кабинете. При отсутствии короля или его болезни управление государством осуществлялось лишь теми членами риксрода, которые для этого назначались королём. Если прямого приказа короля не было, то управление переходило к президенту Канцелярии и четырём долее всех находящимся на должности членам риксрода.
В 1789 году король, согласно «Акту единения и безопасности», получил безраздельную законодательную инициативу, всю полноту власти над государственным управлением и право объявлять наступательную войну. Риксрод был упразднён.

## Дания
В Дании королевские советники (consiliarii regis) впервые упоминаются в конце XIII в. В 1320 г. в хондфестнинге короля Кристофера II запрещалось допускать к участию в королевском совете немцев. К этому времени, совет, судя по всему, уже приобрёл постоянный характер. Его члены назначались королём и приносили ему клятву. В дальнейшем влияние совета резко возрастает.
Состав датского данехофа, в который входили прямые вассалы короля, постепенно расширялся, пополняясь бургомистрами, советниками крупных городов, а затем и представителями бондов. Таким образом, к 1468 г. в Дании сложился общесословный парламент, который, как правило, представлял собой нечто вроде расширенного состава королевского совета. Созывался он по желанию короля. Между его созывами на управление государством значительное влияние оказывал королевский совет.

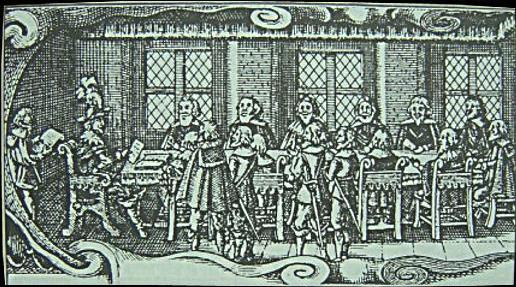
Заседание ригсрода в правление Кристиана IV.
Гравюра. Ок. 1600 г.

Усиление королевской власти при Вальдемаре Аттердаге (1340—1375) и королеве Маргрете (1387—1396) укрепило и позиции совета. В правление Вальдемара за советом закрепилось название «ригсрод» (государственный совет). Лишь при Эрике Померанском (1396—1439) ригсрод начинает выступать в качестве противовеса королевской власти. К концу его правления влияние совета возросло до такой степени, что в 1439 г. он низложил короля. При преемнике Эрика, Кристофере III Баварском (1440—1448), усиление ригсрода продолжилось, и в хондфестнинге Кристиана I (1448—1481) он выступает уже в качестве полноценного государственного представительства. В королевской капитуляции говорилось, что король не должен решать важные дела без согласия большей части совета. По сути же, чёткого и исчерпывающего определения прав ригсрода так и не было сформулировано. Однако в последующих хондфестнингах было закреплено, что в компетенцию ригсрода входили отдельные важные вопросы. К таковым относились издание новых законов, налогообложение, введение и отмена торговых запретов, раздача привилегий иностранцам, объявление войны и дарование дворянского звания. Кроме того, ригсрод мог оказывать значительное влияние на назначения ленсманов и вместе с королём являлся высшей судебной инстанцией на херредагах. Таким образом, он разделял верховную государственную власть с монархом и в некотором роде стоял даже выше него. В случае вакантности короны ригсрод принимал бразды правления на себя.
Венцом могущества ригсрода стало лишение короны Кристиана II и время правления Фредерика I (1524—1533). После 1536 года королевская власть вновь обрела силу, но неудачные войны Кристиана IV (1588—1648), которые он вёл вопреки воле ригсрода, изменили положение дел. В последние годы своего правления Кристиану IV приходилось уступать совету то по одному, то по другому вопросу.
Воспользовавшись смертью короля в 1648 году, ригсроду удалось при вступлении на престол Фредерика III ограничить королевскую власть, как никогда прежде. Однако разногласия внутри самого ригсрода подорвали его позиции. В 1660 году Фредерик III совершил государственный переворот и установил самодержавное правление.
До 1536 года ригсрод состоял как из духовных, так и светских лиц, после указанного года — лишь из светских. Архиепископ Лундский и прочие епископы были членами совета в силу их должности. Светских же членов ригсрода избирал король. До 1645 года выбор короля ничем не ограничивался, помимо условия, что они должны быть дворянами и датчанами. Член ригсрода занимал место в нём пожизненно, если только сам не просил об увольнении от должности или не совершал какого-либо серьёзного проступка (однако для отставки требовалось одобрение ригсрода).
В 1645 году королевское право избирать членов ригсрода было ограничено. Согласно принятому тогда постановлению, в случае смерти члена ригсрода остальные его члены совместно с ландкомиссарами той части страны, из которой происходил покойный, должны были предложить монарху 6—8 новых кандидатур. Из этого списка король выбирал на вакантное место одного кандидата.
Количество мест в совете не было чётко определено. До 1536 года в нём, как правило, заседало около 30 человек. Позднее их число снизилось примерно до 20, но иногда их было гораздо меньше: в 1586 году — 12, в 1623 — 10, а в 1625 — лишь 8. Только в 1648 году было окончательно постановлено, что ригсрод должен состоять из 23 членов.
Заседания ригсрода созывались королём, но, согласно обычаю, не реже одного раза в год. Король, как правило, лично на заседаниях не присутствовал. Он вносил свои предложения письменно через канцлера и в такой же форме получал ответ от ригсрода.
После переворота Фредрика III ригсрод был упразднён, и его заменил Тайный совет.